# Furutjärnen, Norrbotten
Furutjärnen är en sjö i Kalix kommun i Norrbotten och ingår i Töreälven-Vitåns kustområde. Sjön har en area på 0,061 kvadratkilometer och ligger 18 meter över havet.

## Delavrinningsområde
Furutjärnen ingår i det delavrinningsområde (731821-181403) som SMHI kallar för Rinner mot Siknäsfjärden. Medelhöjden är 20 meter över havet och ytan är 11,66 kvadratkilometer. Det finns inga avrinningsområden uppströms utan avrinningsområdet är högsta punkten. Avrinningsområdets utflöde mynnar i havet, utan att ha någon enskild mynningsplats. Avrinningsområdet består mestadels av skog (90 procent). Avrinningsområdet har 0,22 kvadratkilometer vattenytor vilket ger det en sjöprocent på 1,9 procent.